# Pal·ladotal·lita
La pal·ladotal·lita és un mineral de la classe dels elements natius.

## Característiques
La pal·ladotal·lita és un aliatge de fórmula química Pd₃Tl. Va ser aprovada com a espècie vàlida per l'Associació Mineralògica Internacional l'any 2020, sent publicada en el mes de desembre de l'any següent. Cristal·litza en el sistema tetragonal.
L'exemplar que va servir per a determinar l'espècie, el que es coneix com a material tipus, es troba conservat a les col·leccions del Museu d'Història Natural de Londres (Anglaterra), amb el número de registre: bm2019,1.

## Formació i jaciments
Va ser descoberta al dipòsit de Monchetundra, situat a l'óblast de Múrmansk (Rússia), l'únic indret de tot el planeta on ha estat descrita aquesta espècie mineral.